# Belle-Anse
Belle-Anse (Haitianisch-Kreolisch Bèlans) ist eine Gemeinde im Département Sud-Est von Haiti und Hauptort des gleichnamigen Arrondissements.

## Geschichte
Belle-Anse trug ursprünglich den Namen Saltrou und war in vorkolonialer Zeit eine Siedlung von indigenen Taino.
Erst im Jahr 1960 wurde Saltrou in Belle-Anse umbenannt und das Arrondissement gleichen Namens gebildet.
Im Jahr 2008 wurde die Gemeinde durch den Hurrikan Ike stark verwüstet.

## Lage und Beschreibung
Belle-Anse (deutsch: „Schöne seichte Bucht“) ist verkehrsmäßig kaum erschlossen, was die Nutzung des Ortes als touristisches Ziel erheblich behindert. Traditionell spielt der Fischfang eine bedeutende wirtschaftliche Rolle. Jahrzehntelang betriebene Abholzung des Baumbestands zur Gewinnung von Holzkohle als Energieträger und landwirtschaftliche Monokulturen mit einhergehendem Verlust der Biodiversität und Verschlechterung der Bodenqualität haben Bell-Anse nach einer Studie des Centre national de l’information géo-spatiale (CNIGS) zu einem der ökologisch gefährdetsten Orte Haitis gemacht.
Neben dem Stadtzentrum Ville de Belle-Anse und dem Quartier De Mapou bestehen folgende Gemeindebezirke:
1. Bais D’Orange
2. Mabriole
3. Callumette
4. Corail Lamothe
5. Bel-Air
6. Pichon
7. Mapou

Die Route Départementale RD-402 verläuft durch Belle-Anse. In östlicher Richtung ist nach 77 Kilometern die Grenze zur Dominikanischen Republik bei Anse-à-Pitres erreichbar. In westlicher Richtung sind es 46 Kilometer bis zur Route Départementale RD-101, die nördlich über Kenscoff in die Hauptstadt Port-au-Prince führt.